# Escoles Camps Elisis
Escoles Camps Elisis és una obra noucentista de Lleida (Segrià) protegida com a Bé Cultural d'Interès Local.

## Descripció
Edifici aïllat, compacte, amb planta rectangular, de planta baixa i pis i cos central singular.
Façana amb composició simètrica de porxos amb arcades, terrat amb balustres i sortint, el cos central, de la direcció. Rematat d'elements neoclàssics i realitzat amb pedra artificial i arrebossat.

## Història
Afegit d'un cos baix de serveis i canvi de distribucions interiors.